# 487

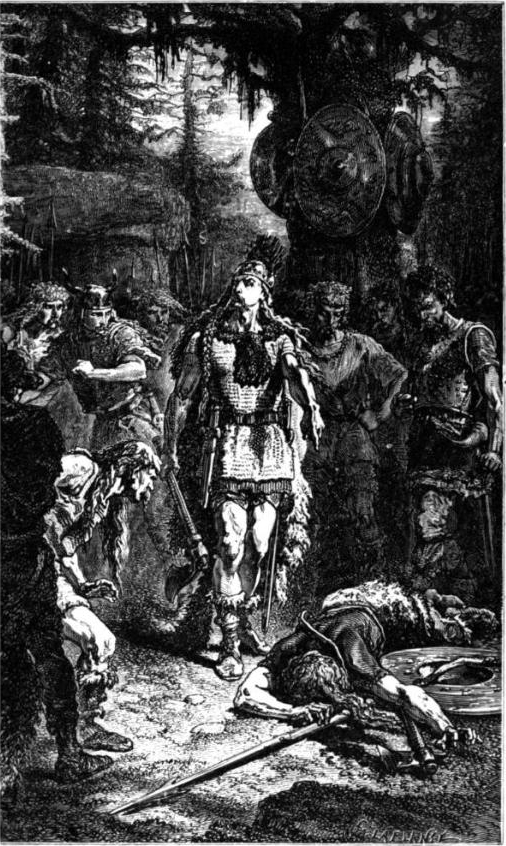
El episodio del vaso de Soissons, grabado para l'Histoire de France de François Guizot, por Alphonse-Marie-Adolphe de Neuville, 1883.

487 (CDLXXXVII) fue un año común comenzado en jueves del calendario juliano, en vigor en aquella fecha.
En el Imperio romano, el año fue nombrado el del consulado de Boecio sin colega, o menos comúnmente, como el 1240 Ab urbe condita, adquiriendo su denominación como 487 a principios de la Edad Media, al establecerse el anno Domini.

## Acontecimientos
- 1 de marzo: Episodio del vaso de Soissons relatado por Gregorio de Tours. En el curso de un reparto de botín, Clodoveo I atrapa la cabeza de un soldado que le había negado un vaso que debía restituirse a Remigio, el obispo de Reims.
- 29 de julio:[1] Ascenso al trono de B'utz Aj Sak Chiik (Manik) en la ciudad maya de Palenque.
- 15 de noviembre: el rey de los hérulos, Odoacro, maestro de Italia, lucha contra y captura a Feleteo, el rey de los rugios, sobre el Danubio.